# Bretteville-sur-Laize
Bretteville-sur-Laize là một xã ở tỉnh Calvados, thuộc vùng Normandie ở tây bắc nước Pháp.

## Thành phố kết nghĩa
- Maßbach, Đức